# CNT Rio Grande do Sul
CNT Rio Grande do Sul é uma emissora de televisão brasileira sediada em Caxias do Sul, cidade do estado do Rio Grande do Sul. Opera no canal 31 UHF digital, e é uma emissora própria da CNT. Seus estúdios estão localizados no Edifício Guadalupe, no Centro, e seus transmissores estão no alto do prédio.

## História
Em 13 de junho de 2008, o presidente da república Luiz Inácio Lula da Silva outorgou para a CNT a concessão do canal 31 UHF de Caxias do Sul. Em 16 de junho de 2010, foi assinado o contrato de concessão, e foi anunciado pelo então diretor Luiz Barcik que em cerca de dois meses, a programação da emissora entraria no ar, e que estavam sendo investidos cerca de R$ 4 000 000 no canal.
No entanto, após a crise em que as Organizações Martinez mergulharam, e o arrendamento de boa parte da grade da CNT, o projeto foi constantemente adiado. Apenas em 2016, a emissora é levada ao ar pela primeira vez ainda em caráter experimental, em 22 de junho, transmitindo também em sinal digital pelo canal 54 UHF. Em 22 de agosto, pouco antes das 22h, a emissora foi oficialmente inaugurada, transmitindo um vídeo institucional e uma edição local do CNT News, sendo exibido logo em seguida o 190, onde Roberto Aciolli deu as boas-vindas a nova emissora.
Em 2017, a emissora passou a ter uma retransmissora na capital Porto Alegre, substituindo o sinal nacional da rede.

## Sinal digital
| Canal virtual | Canal digital | Resolução de tela | Programação                                          |
| ------------- | ------------- | ----------------- | ---------------------------------------------------- |
| 31.1          | 31 UHF        | 1080i             | Programação principal da CNT Rio Grande do Sul / CNT |

A emissora iniciou suas transmissões digitais junto com sua inauguração em 22 de agosto de 2016, pelo canal 54 UHF. Em 19 de junho de 2018, por determinação da ANATEL para liberar a faixa de frequência entre os canais 52 e 69 para a tecnologia 4G, a emissora migrou para o canal 31 UHF, o mesmo anteriormente utilizado pelo sinal analógico.
Transição para o sinal digital
Com base no decreto federal de transição das emissoras de TV brasileiras do sinal analógico para o digital, a CNT Rio Grande do Sul, bem como as outras emissoras de Caxias do Sul, cessou suas transmissões pelo canal 31 UHF em 14 de março de 2018, seguindo o cronograma oficial da ANATEL.

## Programação
Além de retransmitir a programação nacional originada pela Rede CNT, a emissora produz e/ou transmite os seguintes programas:
- CNT Notícias RS (Kelly Pelliser)
- Tempo Extra RS (Luiz Claudio Farias)